# Al-Hakīm at-Tirmidhī-Mausoleum

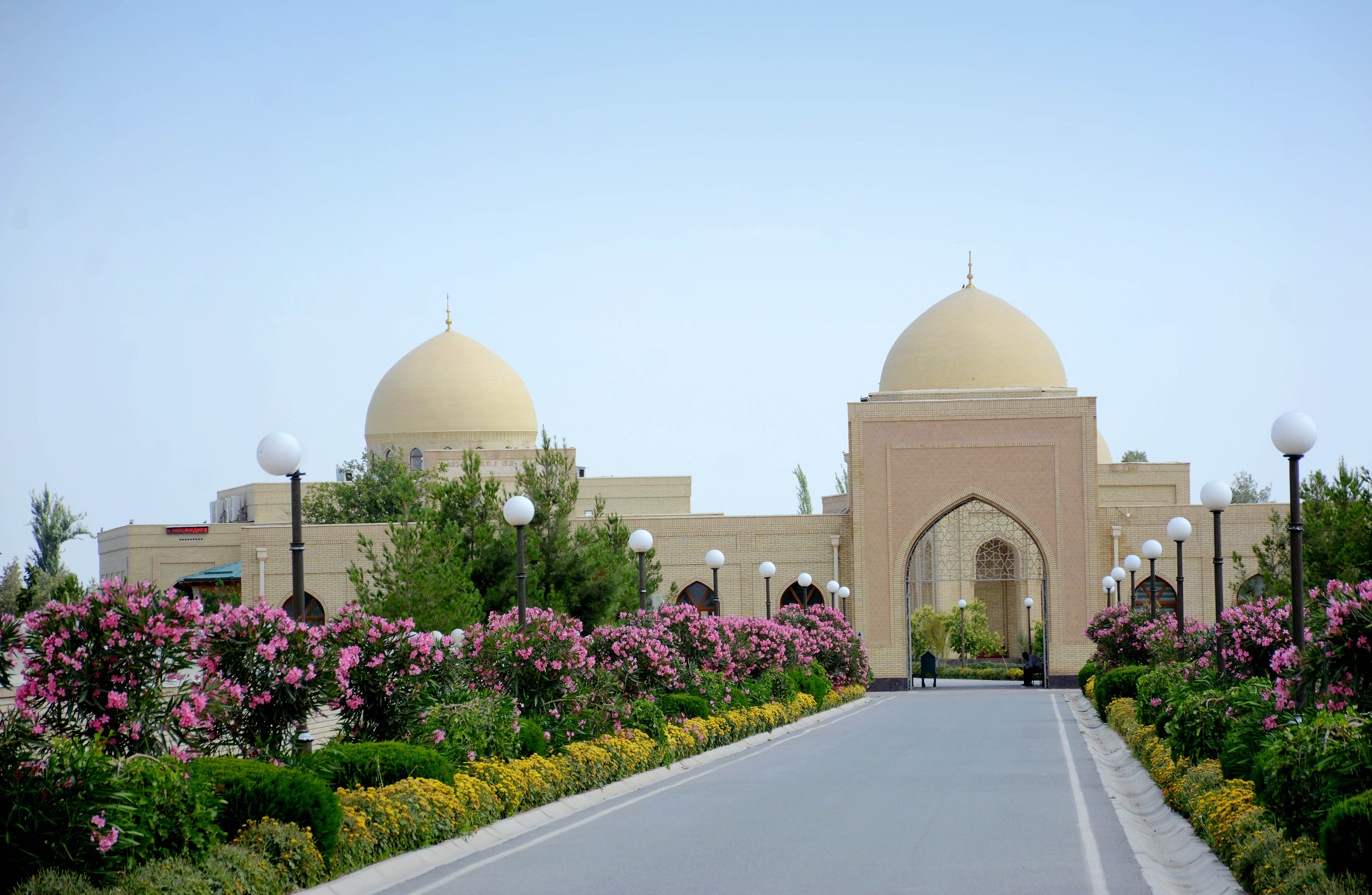
Al-Hakīm at-Tirmidhī-Mausoleum (2022)

Das Al-Hakīm at-Tirmidhī-Mausoleum von Termiz ist ein architektonisches Denkmal im Bezirk Sherabad der Viloyat Surxondaryo in Usbekistan. Es stammt aus dem 11. bis 12. Jahrhundert und wurde auf dem Grab von Abū ʿAbdallāh Muhammad ibn ʿAlī al-Hakīm at-Tirmidhī errichtet.

## Geschichte und Architektur
Das Mausoleum besteht aus vier benachbarten Räumen mit einer Fläche von 4,3 × 4,5 m. Der nordöstliche Teil wurde später für den Bau einer Veranda überdacht. Der letzte der drei benachbarten Räume ist eine Gruft, in der eine Marmorplatte zur Anbetung aufgestellt ist. Die Platte ist dreistufig und mit Inschriften verziert. Ein langer schmaler Korridor führt von der Gruft in den Gebetsraum für Pilger.
Das Mausoleum von Termiz ist mit Stuckarbeiten aus einem ganch genannten Ton-Gips-Mörtel verziert, und an seinen Außenwänden sind sechs Ziegelbilder eingemeißelt. Die Fundamente der Veranda sind außen mit weißen Stuckgittern verziert, deren Ornamentdicke der Breite eines Ziegels entspricht. Das Denkmal wird erstmals in den Skizzen von D. N. Logofet erwähnt. Im Jahr 1945 wurden architektonische Zeichnungen des Gebäudes von Weronika Woronina angefertigt. Anlässlich des 660. Geburtstags von Temur wurden am Mausoleum Rekonstruktionsarbeiten durchgeführt. Die Marmorplatte und die Stuckgitter um die Veranda wurden erneuert.
Im Laufe der Jahrhunderte wurde das Mausoleum von Termiz mehrmals umgebaut. Der Komplex bestand aus einer Moschee, einem Mausoleum und einem Gebetsraum. Das Mausoleum von Termiz wird von der Bevölkerung als heilige Grabstätte verehrt und ist ein beliebter Pilgerort. Später wurde an der östlichen Wand des Mausoleums eine kleine Gebetsstätte und das Mausoleum seines Sohnes Al-Hakim Abdulloh (10. Jahrhundert) angebaut.
Das Mausoleum von Termiz wurde in den Jahren 1955–1957 untersucht. In derselben Zeit wurde sein früheres Aussehen wiederhergestellt, das dem 14. bis 15. Jahrhundert entspricht. In den Jahren 1980–1981 und 2001–2002 wurden das Mausoleum und der Gebetsraum erneut rekonstruiert. Die Gesamtfläche des Komplexes beträgt 28,0 × 29,0 Meter, die des Mausoleums 5,10 × 4,70 Meter.